# Миделфарт
Миделфарт (дан. Middelfart) је град у Данској, у средишњем делу државе. Град је у оквиру покрајине Јужне Данске, где са околним насељима чини једну од општина, Општину Миделфарт.

## Географија
Миделфарт се налази у средишњем делу Данске. Од главног града Копенхагена, град је удаљен 210 километара западно.
Град Миделфарт се налази у западном делу данског острва Фин, на месту где се оно најближе приближава полуострву Јиланд. Дати пролаз се назива Лиле Белт и пре четири деценије премошћен је мостом, дугим 2 километра. Подручје око града је равничарско. Надморска висина града креће се од 0 до 40 метара.

## Историја
Подручје Миделфарта било је насељено још у доба праисторије. Данашње насеље основано је 1231. године. Насеље је добило градска права 1496. године.
И поред петогодишње окупације Данске (1940-45.) од стране Трећег рајха Миделфарт и његово становништво нису много страдали.

## Становништво
Миделфарт је 2010. године имао око 15 хиљада у градским границама и око 38 хиљада са околним насељима.